# 李時 (弘治乙丑進士)
李時（1476年—？），號澗松，順天府涿州人，民籍，明朝政治人物。

## 生平
弘治十四年（1501年）辛酉科順天鄉試第四十七名舉人，十八年（1505年）中式乙丑科會試第一百八十六名，三甲第一百六十五名進士。官至山西行太僕寺寺丞，贈戶部員外郎。

## 家族
曾祖李泰；祖父李貴；父李舉，母劉氏。具慶下。